# Miljø- og Fødevareministeriet
Miljø- og Fødevareministeriet (forkortet MFVM) er et dansk ministerium, der blev dannet ved kongelig resolution af 28. juni 2015 i forbindelse med tiltrædelsen af regeringen Lars Løkke Rasmussen II.

## Historie
Ministeriet blev dannet ved sammenlægning af Miljøministeriet og Ministeriet for Fødevarer, Landbrug og Fiskeri, og Eva Kjer Hansen blev udnævnt til miljø- og fødevareminister. Den 27. februar 2016 trak hun sig imidlertid fra posten, efter Det Konservative Folkeparti havde meldt ud, at partiet ikke længere havde tillid til hende som minister som følge af et samråd i miljø- og fødevareudvalget om de miljømæssige konsekvenser af den fremlagte landbrugspakke. Daværende uddannelses- og forskningsminister Esben Lunde Larsen blev udnævnt som afløser for Hansen.
Som miljø- og fødevareminister oplevede Lunde Larsen også modvind i Folketinget, hvor han fik en markant næse i forbindelse med den såkaldte kvotekongesag, der handlede om, at Folketingets partier ikke mente, at Lunde Larsen havde orienteret dem godt nok om mulighederne for at begrænse kvotekongernes koncentration af fiskekvoter. Den 7. august 2017 blev fiskeriområdet udskilt af Miljø- og Fødevareministeriet, og der blev etableret en selvstændig fiskeristyrelse under Udenrigsministeriet. I maj 2018 trak Lunde Larsen som miljø- og fødevareminister med øjeblikkelig virkning, fordi han ikke havde tænkt sig at genopstille til Folketinget.
Statsminister Mette Frederiksen offentliggjorde 19. november 2020, at Miljø- og Fødevareministeriet skulle opsplittes i Miljøministeriet og Ministeriet for Fødevarer, Landbrug og Fiskeri.

## Organisation
Miljø- og Fødevareministeriets koncern beskæftiger ca. 4.200 medarbejdere fordelt på forskellige arbejdspladser i departementet, fire styrelser og den selvejende institution Madkulturen. De fire styrelser er:
- Fødevarestyrelsen
- Landbrugsstyrelsen
- Miljøstyrelsen
- Naturstyrelsen, herunder Kystdirektoratet[7]

## Opgaver
Miljø- og Fødevareministeriet arbejder med rammerne for landbrugets og de øvrige fødevareerhvervs produktion og udvikling. Ministeriet fremmer bæredygtige og ressourceeffektive løsninger og bidrager med at udvikle et erhverv, der kan skabe mere vækst og flere arbejdspladser i Danmark samtidig med, at der bliver passet på naturen, miljøet og drikkevandet.
Naturen er central for hele Miljø- og Fødevareministeriets virke, og derfor arbejder ministeriet på at beskytte skove, søer, kyster og de åbne landskaber og sørger for aktivitets- og oplevelsesmuligheder i forskellige dele af naturen. Samtidig arbejder ministeriet for, at den mad, danskerne spiser, er sund og sikker, at danskerne kan undgå unødig kemi og miljøpåvirkninger, der kan påvirke danskerne i hverdagen.